# Maurice Bandaman
Maurice Bandaman né le 19 avril 1962 à Toumodi (Côte d'Ivoire) est un écrivain, romancier, dramaturge et homme politique ivoirien,.
Il a été lauréat du Grand prix littéraire d'Afrique noire en 1993. De 2000 à 2004, il a été président de l’Association des écrivains de Côte d'Ivoire (AECI). 
Son œuvre a fait l'objet d'une étude globale de Pierre N'Da : Écriture romanesque de Maurice Bandaman, ou la quête d'une esthétique africaine moderne.
De 2011 à 2020, il est ministre de la Culture et de la Francophonie. En 2020, il devient ambassadeur de Côte d'Ivoire en France.

## Œuvres
Romans
- Une femme pour une médaille, recueil de nouvelles
- Même au Paradis, on pleure quelquefois (2000)
- La bible et le fusil (1996)
- Le fils de-la-femme-mâle (L'Harmattan, 1993)
- L'amour est toujours ailleurs
- Côte d'Ivoire : chronique d'une guerre annoncée

Pièces de théâtre
- La Terre qui pleure (finaliste du concours RFI en 1998)
- Au nom de la terre

Poésie
- Nouvelles chansons d'amour

Littérature enfantine
- Sikagnima, la fille aux larmes d'or